# San Isidro, Tempoal
San Isidro är en ort i Mexiko.   Den ligger i kommunen Tempoal och delstaten Veracruz, i den sydöstra delen av landet, 250 km norr om huvudstaden Mexico City. San Isidro ligger 100 meter över havet och antalet invånare är 488.
Terrängen runt San Isidro är platt. Runt San Isidro är det ganska tätbefolkat, med 72 invånare per kvadratkilometer. Närmaste större samhälle är Tempoal de Sánchez, 7,3 km väster om San Isidro. Omgivningarna runt San Isidro är en mosaik av jordbruksmark och naturlig växtlighet.